# Cimbrișor de câmp

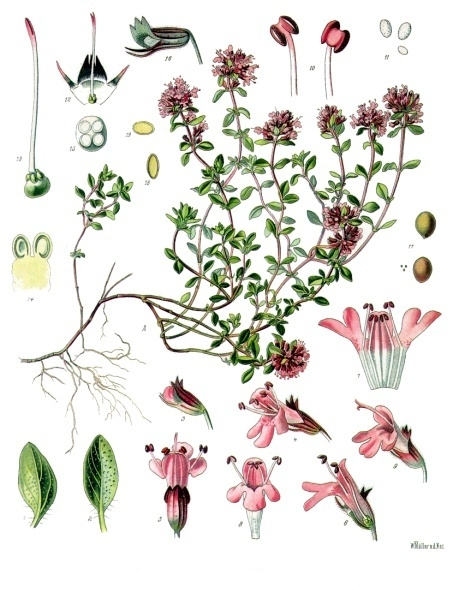
Cimbrişor de câmp

Cimbrișorul de câmp (Thymus serpyllum) face parte din familia Lamiaceae și este un subarbust de talie mică, cu tulpini între 5 și 30 cm. și flori albe sau roșii-purpurii.

## Descriere
Cimbrișorul de câmp are o arie mare de răspândire în flora țării noastre prin poieni, coline, pășuni, la marginea pădurilor, pe soluri mai nisipoase, formând mici tufe mai ales în zonele de deal și de munte. Înflorește pe toată perioada călduroasă, din luna mai până în septembrie. În scopuri medicinale se recoltează întreaga parte aeriană a plantei dar numai pe perioada înfloririi, se usucă la umbră în locuri bine aerisite. Are un miros plăcut și un gust aromat.

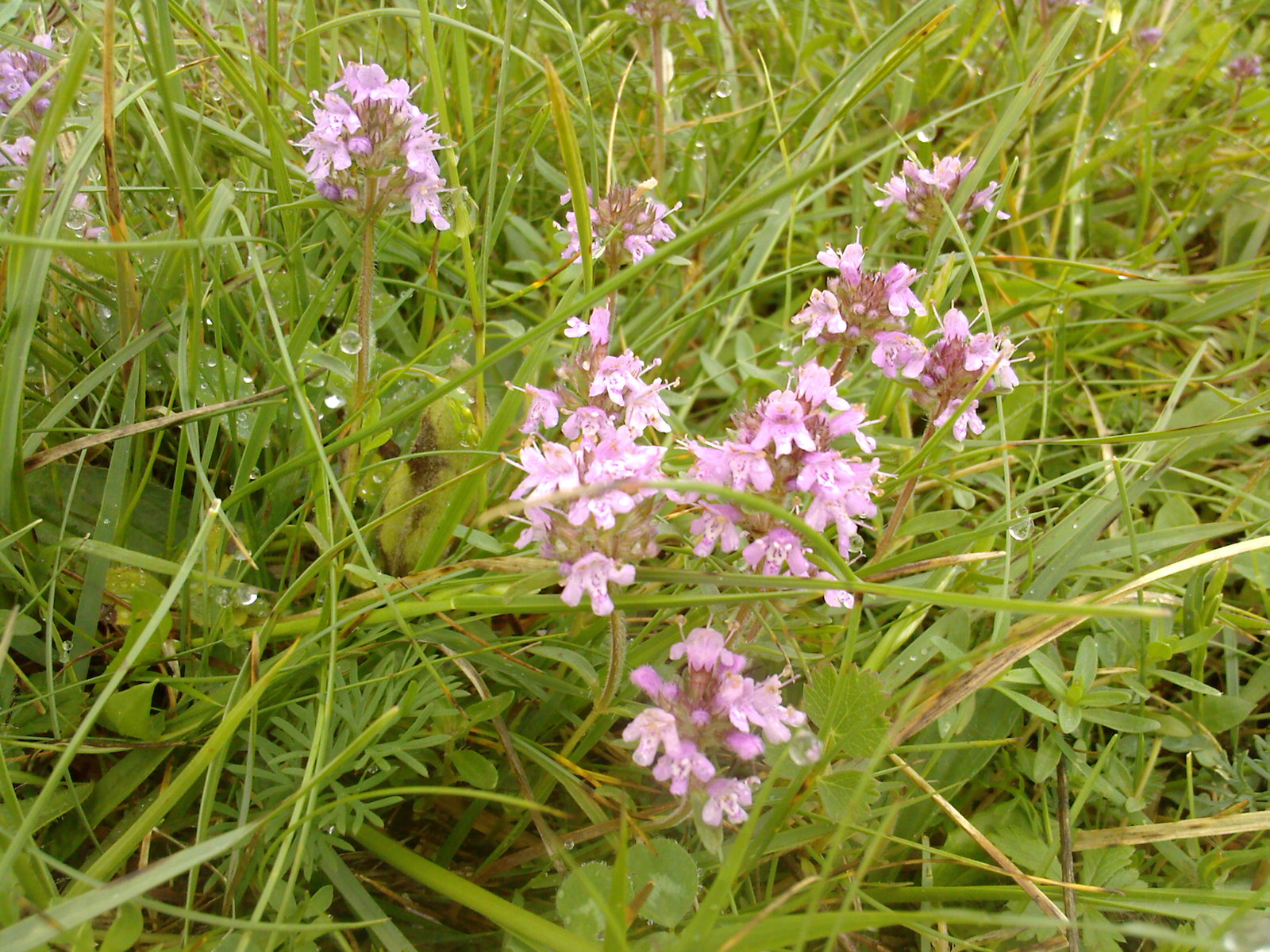
Cimbrişor de câmp

## Componenți de bază
- ulei volatil
- tanin
- mucilagii
- acid cafeic și rozmarinic
- rezine

## Proprietăți
Este recunoscut a fi un bun calmant, expectorant, antiseptic al căilor respiratorii, coleretic, antihelmintic, colagog, antiseptic intestinal și gastric.

## Indicații
- în tuse convulsivă, spastică și astmatică
- în anorexia anemicilor și în dispepsii
- în eliminarea viermilor intestinali
- antiseptic puternic actioneaza asupra ficatului și rinichilor ameliorând anumite probleme in functionarea lor.

## Contraindicații
- enterite
- esofagite
- insuficiențe pancreatice
- gastrite

## Utilizare
- Intern : infuzie 1-2 g.% luându-se 50-200 ml. pe zi, pentru calmarea tusei convulsive și asmatice și tratarea anorexiei anemicilor și a enterocolitelor.
- Extern : infuzie sub formă de băi, având proprietăți antiseptice și cicatrizante.